# Ermgard van Verdun
Ermgard van Verdun, ook wel Irmgard of Ermingardis (ca. 980 - 1042) was een Duitse edelvrouwe.
Ermgard van Verdun was de dochter van Godfried van Verdun, "de Gevangene", uit het gravenhuis Verdun, en diens tweede echtgenote Mathilde van Saksen, genaamd "Billung".
Ermgard huwde met Otto I van Hammerstein-Zutphen, een huwelijk dat in de vroege 11e eeuw voor veel politieke commotie zorgde, omdat het echtpaar een door het kerkelijk recht verboden verwantschapsgraad bezat. Beiden stamden namelijk af van Gerard van de Metzgau en Oda van Saksen. In 1017 werd het paar door de aartsbisschop van Mainz Erkanbald, waarschijnlijk op aandrang van keizer Hendrik II, beschuldigd van incest met de bedoeling om het huwelijk ongeldig te verklaren. Op de Rijksdag van Nijmegen in maart 1018 werd het echtpaar geëxcommuniceerd omdat het eerdere dagvaardingen had genegeerd. Omdat het echtpaar zich ook hier niets van aantrekt, laat de keizer in 1020 de burcht Hammerstein verwoesten en Otto's goederen confisqueren.
Otto en Ermgard verbleven vanaf dat moment waarschijnlijk in Zutphen, waar Ermgard beschikte over een burcht, die zij als bruidsschat had meegekregen van haar vader. Nadat Otto de keizer had laten weten dat hij zijn huwelijk zou ontbinden in ruil voor bezitsteruggave, ging Ermgard in 1023 in appel bij de paus. Helaas overleden in 1024 eerst de paus en toen de keizer. Otto en Ermgard werden door de nieuwe keizer Koenraad II gerehabiliteerd; onbekend is of hun huwelijk ook van kerkelijke zijde als wettig is erkend.
Otto en Ermgard hadden één zoon, Udo († 1034) en wellicht een dochter, Mathilde van Zutphen. Otto stierf in 1036. Over Ermgard's laatste levensjaren is weinig bekend. In 1041 komt de naam Ermengard, nicht van keizer Hendrik III, voor op een schenkingsakte die getekend is in Maastricht op 15 februari 1041. De keizerlijke schenking betrof de dorpen Herve, Vaals, Epen en Falchenberch (Oud-Valkenburg). Mogelijk is Ermgard van Verdun dan korte tijd (ca. 1 jaar) de eerste vrouwe van Valkenburg geweest. Een andere mogelijkheid is dat de "Ermengard" uit de akte betrekking had op haar toen 18-jarige kleindochter Irmentrud van Zutphen (1023-1083/93).
Na haar dood in 1042 komen haar bezittingen in handen van de aartsbisschop van Keulen.